# Kenyas distrikt

Kenyas distrikt.

Kenyas distrikt (engelska: districts; swahili: wilaya) är en uppdelning av Kenyas provinser. De två senaste presidenterna i Kenya (Daniel arap Moi och Mwai Kibaki) har under årens lopp gett klartecken till bildandet av över 200 nya distrikt. Kenyas högsta domstol har dock funnit att dessa saknar laglig grund, och att landet för närvarande har 46 lagstadgade distrikt enligt ett beslut från 1992. Man har tillsatt en kommission för att gå igenom landets administrativa indelning efter de senaste årens turbulens, och man planerar att komma med de första rekommendationerna i augusti 2010. Arbetet kommer att grunda sig på de 46 lagliga distrikten, men man ska även vara lyhörda för åsikter från lokala myndigheter, politiker, religiösa ledare, åldermän och allmänheten i övrigt.

## Lista över Kenyas distrikt (uppdelade efter de f.d. provinserna)
| - Centralprovinsen: - Kiambu - Kirinyaga - Muranga - Nyandarua - Nyeri - Kustprovinsen: - Kilifi - Kwale - Lamu - Mombasa - Taita-Taveta - Tana River | - Nordöstra provinsen: - Garissa - Mandera - Wajir - Nyanzaprovinsen: - Homa Bay - Kisii - Kisumu - Migori - Nyamira - Siaya | - Rift Valley-provinsen: - Baringo - Bomet - Elgeyo-Marakwet - Kajiado - Kericho - Laikipia - Nakuru - Nandi - Narok - Samburu - Trans-Nzoia - Turkana - Uasin Gishu - Västra Pokot | - Västprovinsen: - Bungoma - Busia - Kakamega - Vihiga - Östprovinsen: - Embu - Isiolo - Kitui - Machakos - Makueni - Marsabit - Meru - Tharaka-Nithi |